# Бьорк, Малин
Малин Анна Бьорк (швед. Malin Anna Björk; род. 22 мая 1972, Гётеборг, Швеция) — шведский государственный и политический деятель, член Шведской левой партии, депутат Европейского парламента, член парламентской группы «Европейские объединённые левые / Лево-зелёные Севера». Она также является членом парламентского комитета по правам женщин и гендерному равенству (FEMM) и комитета по гражданским свободам, правосудию и внутренним делам (LIBE). Была избрана в Европарламент на выборах 2014, 2019 и 2024 года (в последний раз — со своим коллегой по партии Юнасом Шёстедтом).

## Биография
Малин Бьорк выросла в Вестре-Фрелунде в Гётеборге и сейчас живёт в Брюсселе со своим партнёром и двумя детьми. Она около десяти лет работала в Европейском женском лобби (EWL). В течение 2005—2008 гг. она была руководителем проекта в Европейском женском лобби для пилотного проекта Северных и Балтийских стран, направленного на развитие сотрудничества в регионе, связанном с проституцией и торговлей людьми.
Бьорк покинула Европейское женское лобби в начале 2009 года, чтобы начать работу в качестве менеджера проекта в Европейской сети по борьбе с бедностями, но вскоре после этого была принята на работу в секретариат в комитет по правам женщин и гендерному равенству для члена Европейской объединённой лево-скандинавской партии зеленых и члена комитета политического советника Евы-Бритт Свенссон в 2009 году.
Малин Бьорк была главным кандидатом Левой партии на выборах в Европейский парламент 2014 года после того, как она едва выиграла борьбу за этот пост против действующего депутата Европарламента Микаэля Густавссона. Она была избрана единственным участником партии. Во время предвыборной кампании она делала акцент на феминистских вопросах, а также на борьбе с расизмом, правами ЛГБТ, защите прав работников и противодействии политики жесткой экономии. Она заявляла, что хочет принять более решительные меры против социального демпинга, в том числе отменить судебный прецедент дела компании Лавал против Шведского профсоюза, в котором суд постановил, что право на забастовку ограничено, если оно непропорционально сказывается на праве создавать или предоставлять бизнес в ЕС. Бьорк выступала против предложения о создании Трансатлантической зоны свободной торговли.
Малин Бьорк являлась докладчиком Европейского парламента по вопросам переселения в ЕС. В октябре 2017 года её предложение о переселении около 240 000 беженцев в год в государствах-членах ЕС было одобрено комитетом по гражданским свободам, правосудию и внутренним делам Европарламента.
Вместе со своей коллегой, депутатом Элеонорой Форензой она является автором доклада о гендере и торговле, в котором содержится призыв к более чувствительной гендерной политики ЕС. Отчёт был принят комитетом по правам женщин и гендерному равенству и комитетом по международной торговле в январе 2018 года.
В апреле 2014 года Бьорк отказалась пристегнуть ремень безопасности на борту шведского самолёта после того, как ей стало известно, что в самолёте будут перевозить просителя убежища из Ирана, который должен был быть депортирован. В результате мужчина был выведен из самолёта в другое место. Позже он получил разрешение на постоянное проживание в Швеции.